# 劉啟行
劉啟行（1980年10月24日—），中華民國南投縣水社村人，南開科技大學休閒管理系畢業、逢甲大學景觀與遊憩碩士學位學程碩士，曾任南投縣魚池鄉第20屆鄉民代表、魚池鄉農會第十七任監事，現為南投縣魚池鄉農會理事長。

## 生平
劉啟行大學就讀南投縣魚池鄉三育基督學院，後轉學到南開科技大學休閒管理系就讀直到畢業。
取得學士學位後，到逢甲大學就讀景觀與遊憩碩士學位學程，取得碩士學位。
畢業後參選，當選南投縣魚池鄉農會理事長。

## 經歷
- 南投縣魚池鄉農會理事長[10][11][12][13]
- 南投縣魚池鄉農會第十七任監事
- 南投縣魚池鄉第20屆鄉民代表[1]
- 日月潭龍鳳宮委員
- 日月潭碼頭休閒事業經理[14]
- 日月潭碼頭休閒大飯店副總經理[15][16]

## 爭議
- 南投地檢署在偵辦南投縣魚池鄉農會賄選案的過程中，發現農會理事長劉啟行與他的父母親涉嫌以每票10萬元的價碼行賄。依違反農會法罪嫌提起公訴，並建議請法官從重量處有期徒刑1年以上之刑罰[17]。

## 相關
- 南投縣魚池鄉鄉長劉啟帆是劉啟行的哥哥[18]。